# 卵小樱蛤
是帘蛤目樱蛤科Tellinides属的一种。主要分布于中国大陆、台湾，常栖息在潮下带20－170米。